# 三木亨
三木 亨（みき とおる、1967年〈昭和42年〉7月10日 - ）は、日本の政治家。
財務大臣政務官（第3次安倍第2次改造内閣）、参議院議員（2期）、徳島県議会議員（2期）、自由民主党参議院副幹事長、同参議院政策審議会副会長、同環境関係団体委員長、同政務調査会環境部会長、同選挙対策委員会副委員長などを歴任。父は徳島県知事を務めた三木申三。

## 経歴
徳島県吉野川市出身。吉野川市立川田小学校、徳島文理中学校・高等学校、中央大学法学部法律学科卒業。
2007年、徳島県議会議員選挙に吉野川市選挙区から立候補し初当選。2011年に再選。
2013年、第23回参議院議員通常選挙において徳島県選挙区より、民主党現職の中谷智司らを破り、自民党公認で初当選。なお徳島県選挙区は同選挙を最後に廃止され高知県選挙区と合区になるため同選挙区において単独で当選した最後の議員となる。
2015年7月24日、徳島県と高知県の参議院合同選挙区による徳島県・高知県選挙区を創設する公職選挙法改正案に反発し、参議院本会議採決前に退席し棄権した。
2016年8月5日、第3次安倍第2次改造内閣で、財務大臣政務官に就任。
2019年7月の第25回参議院議員通常選挙で、自民党は、徳島県選挙区が高知県選挙区と合区となったことによる救済策として、比例代表の特定枠の1位に三木を指名した。また、2位には元衆議院議員の三浦靖を指名した。比例代表全体では計33人の候補者を擁立し、19議席を獲得。投開票の結果、三木は再選を果たした。
2022年11月11日、2023年春に行われる徳島県知事選挙に立候補する意向である事が報じられた。三木は取材に対し「出馬は間違いない」と述べた。12月19日、記者会見で出馬を正式表明した。
特定枠で当選した経緯から党徳島県連などから知事選には立候補しないよう求められていたが、2023年1月13日、知事選立候補準備のため、参議院議員の辞職願を提出し許可された。三木の辞職に伴い、田中昌史が1月18日付で繰り上げ当選した。
同年4月9日、知事選挙執行。投票締め切りの20時直後に朝日新聞、徳島新聞などは後藤田正純の当選確実を報じた。三木は候補者4人中2番目の得票数で、現職の飯泉嘉門は3番目の得票数で落選した。

## 政策・主張

### 憲法
- 憲法改正について、2013年の毎日新聞社のアンケートで「賛成」と回答[18]。2019年の朝日新聞社のアンケートで「どちらかといえば賛成」と回答[19]。
- 憲法9条の改正について、2013年の毎日新聞社のアンケートで「改正して、自衛隊の役割や限界を明記すべきだ」と回答[18]。

### 外交・安全保障
- 「集団的自衛権を行使できるよう、憲法解釈を見直すべきだ」との問題提起に対し、2013年の毎日新聞社のアンケートで、選択肢以外の回答をした[18]。
- 「他国からの攻撃が予想される場合には先制攻撃もためらうべきではない」との問題提起に対し、2019年のアンケートで「賛成」と回答[19]。
- 「北朝鮮に対しては対話よりも圧力を優先すべきだ」との問題提起に対し、2019年のアンケートで「どちらとも言えない」と回答[19]。
- 普天間基地の移設問題について、2013年の毎日新聞社のアンケートで「名護市辺野古に移設すべき」と回答[18]。
- 従軍慰安婦に対する旧日本軍の関与を認めた「河野談話」の見直し議論について、2013年の毎日新聞社のアンケートで「見直すべきではない」と回答[18]。

### ジェンダー
- 選択的夫婦別姓制度の導入について、2019年のアンケートで「どちらとも言えない」と回答[19]。
- 同性婚を可能とする法改正について、2019年のアンケートで「どちらとも言えない」と回答[19]。

### その他
- 「治安維持のためプライバシーや個人の権利の制約は当然だ」との問題提起に対し、2019年のアンケートで「どちらとも言えない」と回答[19]。
- アベノミクスについて、2019年のアンケートで「評価する」と回答[19]。
- 消費税率を10％より高くすることについて、2019年のアンケートで「どちらかと言えば反対」と回答[19]。

## 所属団体・議員連盟
- 自民党たばこ議員連盟[20]
- 神道政治連盟国会議員懇談会
- みんなで靖国神社に参拝する国会議員の会[21]